# 金田アキ
金田 アキ（かなだ あき、1983年8月18日 - ）は、日本の女性声優。愛知県出身。Zynchro所属。旧芸名は金田 晶代（かなだ あきよ）。

## 経歴
小学生の時の学芸会のビデオを見て、「録音した自分の声が違って聞こえて不思議！」と思い、テープに色々録音するようになった。
小学3年生の時、国語の授業で担任の教師に「朗読がうまいね」と誉められ、もっと誉められようと録音して練習をしていた。
漫画を読むようになり、録音していたところ「キャラが違うのにみんな同じ声なのは変だな」と思い、キャラによって声を変えていた。
好きだった漫画『こどものおもちゃ』がアニメ化されることを見て「そうか、声優にならなきゃ！」と思い、声優を志す。
総合学園ヒューマンアカデミー渋谷校を卒業。
ラブライブ、尾木プロ THE NEXT、フリーを経て、2018年10月1日付けで、Zynchroに所属。

## 人物
声種はアルト。

## 出演
太字はメインキャラクター。

### テレビアニメ
2004年
- 愛してるぜベイベ★★（男の子）
- こちら葛飾区亀有公園前派出所（2004年 - 2008年、少年、子供、園児B、通販番組の司会B）
- ジパング（少年）

2005年
- 銀牙伝説WEED（2005年 - 2006年、仔犬、幼いヒロ、子犬）

2006年
- 韋駄天翔（鮫島牙舞）
- capeta（志波リョウ〈幼少期〉）
- 彩雲国物語（李絳攸〈幼少期〉）
- しにがみのバラッド。（瀬戸公太）
- シュヴァリエ 〜Le Chevalier D'Eon〜（女性ガーゴイルC）
- はぴねす!（雄真少年〈少年〉）
- 爆球Hit! クラッシュビーダマン（シュン）
- ひぐらしのなく頃に（犬飼寿樹）
- 遊☆戯☆王デュエルモンスターズGX（トム、ツトム）

2007年
- おねがいマイメロディ すっきり♪（プンシューズ、おかず達）
- CODE-E（藤原）
- しおんの王（本間素生）
- Saint October（ヨシュア〈10歳〉）

2008年
- ヴァンパイア騎士（女子生徒、少年） - 2シリーズ
- ウエルベールの物語 第二幕（レイジー・ラゼル）
- 図書館戦争（子供、少年、子供A、業務部員B、コラムニスト 他）
- ドルアーガの塔シリーズ（2008年 - 2009年、イリリ、幼きニーバ） - 2シリーズ
- 夏目友人帳（2008年 - 2016年、親戚のおばさん、吹雪の妖怪、ケマリ、順子、タケミツ 他） - 5シリーズ
- ペルソナ 〜トリニティ・ソウル〜

2009年
- 11eyes（皐月駆〈子供時代〉）
- けいおん!（聡の友人）
- 獣の奏者 エリン（チョクの母、サマン、カシュガン、売り子、村人 他）
- ジュエルペット（2009年 - 2015年、フローラ、トパーズ、クリス、マー坊、子供、幼いレオン、男子、女子校生） - 6シリーズ
- 毎日かあさん（2009年 - 2010年、いとこ弟、長男、女子、大地猛、ギャル店員、相手選手、ケンダマン）
- メタルファイト ベイブレードシリーズ（2009年 - 2013年、鋼銀河） - 4シリーズ
- 遊☆戯☆王5D's（2009年 - 2010年、少年、トルンカ、カーリー渚〈2代目〉）

2010年
- クッキンアイドル アイ!マイ!まいん!（じゅん）

2011年
- アスタロッテのおもちゃ!（しまぱんまん）
- クマ星人とぼく（大橋ケンタ）
- SKET DANCE（2011年 - 2012年、去川、サッチン、トモコ、笛吹・兄〈子供時代〉、園児A 他）
- レベルE（清水良樹）
- 遊☆戯☆王ZEXAL（2011年 - 2014年、表裏徳之助、アキ）

2012年
- おじゃる丸（2012年 - 2015年、子ども、お化けちゃん）
- 銀河へキックオフ!!（郷田幼少期）
- キングダム（2012年 - 2022年、有、幼い嬴政、幼い漂、幼い政、少年嬴政） - 3シリーズ
- GON -ゴン-（ダグ）
- 獣旋バトル モンスーノ（2012年 - 2013年、シャルルマーニュ、エックスレイ、アッシュの母）
- 超訳百人一首 うた恋い。（幼少の貞明〈陽成天皇〉）
- トリコ（子ども）
- ヨルムンガンド PERFECT ORDER（レイラ・イブラヒム・ファーイザ）

2013年
- 義風堂々!! 兼続と慶次（兼続〈少年期〉）
- 殺し屋さん（お弟子さん）
- 超次元ゲイム ネプテューヌ THE ANIMATION（国民A）
- ビーストサーガ（ビバップ）
- LINE OFFLINE サラリーマン（コニー）
- LINE TOWN（2013年 - 2014年、コニー）
- 私がモテないのはどう考えてもお前らが悪い!（きーちゃんの母）

2014年
- 怪盗ジョーカー（2014年 - 2016年、カネ子、おカネ、殺子〈幼少期〉） - 4シリーズ
- GO-GO たまごっち!（ラブソラっち）
- 団地ともお（市川）
- ドラゴンコレクション（シン）
- マルタの冒険
- わしも WASIMO（魔女、おばあちゃん）

2015年
- カードファイト!! ヴァンガードG（私立中学の生徒）
- GANGSTA.（アナウンサー）
- 境界のRINNE（タイチ）
- バトルスピリッツ 烈火魂（暁佐助）
- ベイビーステップ（審判）

2016年
- カミワザ・ワンダ（2016年 - 2017年、ユートの母、チャッカミン、カギミン、スパイスミン、ファットミン 他)
- こちら葛飾区亀有公園前派出所 THE FINAL 両津勘吉 最後の日（街の人々）
- デュエル・マスターズ VSRF（2016年 - 2017年、意地悪清盛）
- ファンタシースターオンライン2 ジ アニメーション（佐々木ユタカ）
- フューチャーカード バディファイトDDD（影尾ワタル）
- 魔法つかいプリキュア!（2016年 - 2025年、ジュン） - 2シリーズ

2017年
- マーベル フューチャー・アベンジャーズ（マコト）
- 遊☆戯☆王VRAINS（2017年 - 2019年、クリボール、リンクリボー、美優の母、リングリボー）
- かみさまみならい ヒミツのここたま（ヒートン）

2018年
- ゾイドワイルド（2018年 - 2019年、アラシ〈幼少期・4歳〉、アラマア、村の子供、キモッタ）
- 深夜!天才バカボン（ゆいな）
- PERSONA5 the Animation（2018年 - 2019年、織田信也） - 1シリーズ + 特別編
- 聖闘士星矢 セインティア翔（2018年 - 2019年、ミライ）

2019年
- どろろ（さる）
- 爆丸バトルプラネット（2019年 - 2020年、ライトニング、フィオナ・ダスク、ディー）
- キラキラハッピー★ ひらけ!ここたま（パシャリ）
- おちゃめなシモン（フェルディナン、給食のおばさん）

2020年
- ヒーリングっど♥プリキュア（2020年 - 2021年、ニャトラン）

2021年
- SDガンダムワールド ヒーローズ（悟空インパルスガンダム）
- SCARLET NEXUS（子供カレン）
- 名探偵コナン（2021年 - 2023年、篠崎姫奈、桜川まり子）

2022年
- ニンジャラ（メイ、ビリー）

2024年
- おしりたんてい（Fウーマン）
- ドラゴンボールDAIMA（クリリン〈ミニ〉）

2025年
- シャングリラ・フロンティア（スチューデ）

### 劇場アニメ
- アジール・セッション（2009年、シーナ[33]）
- チョコレート・アンダーグラウンド（2009年、フランキー・クローリー[34]）
- 銀幕ヘタリア Axis Powers Paint it, White（白くぬれ!）（2010年、ちびたりあ）
- 劇場版メタルファイト ベイブレードVS太陽 灼熱の侵略者ソルブレイズ（2010年、鋼銀河）
- 星を追う子ども（2011年、生徒）
- アシュラ（2012年）
- 映画 プリキュアオールスターズNewStage3 永遠のともだち（2014年、男の子）
- 映画 魔法つかいプリキュア! 奇跡の変身!キュアモフルン!（2016年、ジュン[35]）
- 遊☆戯☆王 THE DARK SIDE OF DIMENSIONS（2016年）
- 劇場版 夏目友人帳 〜うつせみに結ぶ〜（2018年、帽子の妖怪）
- フリクリ プログレ（2018年、生徒B、息子）
- 映画 プリキュアミラクルリープ みんなとの不思議な1日（2020年、ニャトラン[36]）
- 映画 ヒーリングっど♥プリキュア ゆめのまちでキュン!っとGoGo!大変身!!（2021年、ニャトラン[37]）

### Webアニメ
- ヘタリアシリーズ（2009年 - 2015年、ちびたりあ、ポチ君、街娘、男の子、オーストリア〈幼少時代〉、ちびロマーノ、ねずみ、店員、トリ、アイスランド〈幼少時代〉） - 5シリーズ
- ベイウォーリアーズ サイボーグ（2015年、テジテ）
- アニメぷそ煮コミ（2019年、イチカ[38]、緊急クエストアナウンス）
- 爆丸アーマードアライアンス（2020年 - 2021年、ライトニング[39]、ゴードン[40]）
- 爆丸ジオガンライジング（2021年 - 2022年、ライトニング[41]）
- 爆丸エボリューションズ（2022年 - 2023年、ライトニング[42]）
- 爆丸レジェンズ（2023年、ライトニング[43]）

### ゲーム
2006年
- 聖剣伝説4（サラマンダー）

2008年
- 牧場物語 ようこそ!風のバザールへ（ディルカ、クレア）

2009年
- サンデーVSマガジン 集結!頂上大決戦
- メタルファイト ベイブレード（鋼銀河）
- メタルファイト ベイブレード ガチンコスタジアム（鋼銀河）
- メタルファイト ベイブレード 爆誕!サイバーペガシス（鋼銀河）
- 遊☆戯☆王 ファイブディーズ Wheelie Breakers（ウィーリーブレーカーズ）（セキュリティ2）
- 遊☆戯☆王ファイブディーズ タッグフォース4（一般キャラクター）

2010年
- こちら葛飾区亀有公園前派出所 勝てば天国!負ければ地獄! 両津流 一攫千金大作戦!（赤ちゃん）
- メタルファイト ベイブレード 爆神スサノオ襲来!（鋼銀河）
- メタルファイト ベイブレード ポータブル 超絶転生! バルカンホルセウス（鋼銀河）
- メタルファイト ベイブレード 頂上決戦!ビッグバン・ブレーダーズ（鋼銀河）
- 遊☆戯☆王ファイブディーズ タッグフォース5（一般キャラクター）

2011年
- Starry☆Sky 〜After Summer〜（宮地虎牙）
- 遊☆戯☆王ファイブディーズ タッグフォース6（カーリー渚、一般キャラクター）

2012年
- みらくる超パーティー -早苗と天子の幻想迷宮-（リリカ・プリズムリバー、秋穣子、星熊勇儀）

2013年
- 遊☆戯☆王ゼアル 激突!デュエルカーニバル!（表裏徳之助）

2015年
- ひぐらしのなく頃に粋（犬飼寿樹）
- 不思議の幻想郷 -THE TOWER OF DESIRE-（秋穣子、星熊勇儀）
- LINE ブラウンファーム（コニー）

2016年
- ペルソナ5（織田信也）
- 世界樹の迷宮V 長き神話の果て（セリク）

2017年
- フューチャーカード バディファイト 目指せ!バディチャンピオン!（影尾ワタル）

2018年
- LINE リトルナイツ（魔法使いコニー）
- ときめきアイドル（三田希少）

2019年
- LINE ブラウンストーリーズ（コニー）
- 不思議の幻想郷 -ロータスラビリンス-（星熊勇儀 他）
- 遊☆戯☆王 デュエルリンクス（カーリー渚、DSカーリー渚）
- ペルソナ5 ザ・ロイヤル（織田信也）

2020年
- モンスターハンター ライダーズ（イレーヌ、クウゴ）
- プリキュア つながるぱずるん（ニャトラン）
- ファンタシースターオンライン2（猫ノ宮♪）

2023年
- テミラーナ国の強運姫と悲運騎士団（ポーラ）

2025年
- 逆転オセロニア（ジオルド）
- 機動戦士ガンダム U.C. ENGAGE（ルーサ・オールディス）

### ドラマCD
- セイント・バトラーズ 菫の大公と黒の家令（シェリンダ婦人）
- TVアニメ「ファンタシースターオンライン2 ジ アニメーション」ドラマCD 〜清雅祭2027成功への道!〜（佐々木ユタカ[50]）
- ハート・ストリングス（客）
- ファイブ 4（女生徒）
- ヘタリア ドラマCD vol.2（子供時代のオーストリア）
  - ドラマCD ヘタリア×羊でおやすみシリーズ Vol.3（ちびたりあ）
- ホーリートーカー（子供煉瓦）
- やさしい竜の殺し方 -外伝-（若竜）
- 理系男子。 〜ぼくらの夏合宿〜（女子大生）

### 吹き替え
- ウォルト・ディズニーの約束（2015年）
- ノディ おもちゃの国のめいたんてい（2016年、ノディ）
- プリモ〜わたしと12人のイトコ（2025年、ルシータ）

### ラジオ
- 三瓶由布子の超ラジ!Girls（2010年8月18日）

### 舞台
- i'nos-stage vol.1「舟をこぐ」（2010年11月11日 - 14日、新宿シアターブラッツ）
- 劇団THE NEXT旗揚げ公演「燃ゆる暗闇にて」（2012年3月23日 - 25日、ウエストエンドスタジオ）
- スマイルプリキュア! ミュージカルショー（2012年） - サッカーボール 役

### バラエティ
- おはスタ（鋼銀河）
- サキよみ ジャンBANG!（ナレーション）

### その他のテレビ番組
- アニソ〜ンぷらす（2010年8月16日）

### その他コンテンツ
- 秘宝伝 封じられた女神（リュック）

## ディスコグラフィ

### キャラクターソング
| 発売日  | 商品名                                                       | 歌                                               | 楽曲                                   | 備考                                            |
| 2018年  | 2018年                                                       | 2018年                                           | 2018年                                 | 2018年                                          |
| ------- | ------------------------------------------------------------ | ------------------------------------------------ | -------------------------------------- | ----------------------------------------------- |
| 1月17日 | DREAMING-ING!!                                               | ときめきアイドル project                         | 「DREAMING-ING!!」 「トキメキ☆ミライ」 | ゲーム『ときめきアイドル』関連曲                |
| 1月17日 | DREAMING-ING!!                                               | 三田希少（金田アキ）                             | 「DREAMING-ING!!」                     | ゲーム『ときめきアイドル』関連曲                |
| 3月14日 | 恋時雨                                                       | ときめきアイドル project                         | 「二人の時 SideSR」                    | ゲーム『ときめきアイドル』関連曲                |
| 7月11日 | カン違いSummer Days                                          | ときめきアイドル project                         | 「カン違いSummer Days」                | ゲーム『ときめきアイドル』関連曲                |
| 7月11日 | カン違いSummer Days                                          | ときめきアイドル project                         | 「SUN2 SUMMER STEP!」                  | ゲーム『ときめきアイドル』関連曲                |
| 2020年  |                                                              |                                                  |                                        |                                                 |
| 7月8日  | ヒーリングっど♥プリキュア ボーカルアルバム 〜Voice of life〜 | 平光ひなた（河野ひより）、ニャトラン（金田アキ） | 「カワイイ Be Ambitious!!」            | テレビアニメ『ヒーリングっど♥プリキュア』関連曲 |

### シリーズ一覧
1. ↑  第1シーズン（2009年 - 2010年）、第2シーズン『爆』（2010年 - 2011年）、第3シーズン『4D』[14]（2011年 - 2012年）、第4シーズン『ZEROG』[15]（2012年 - 2013年）
2. ↑  第1シリーズ（2012年 - 2013年）、第2シリーズ（2013年）、第4シリーズ（2022年）
3. ↑  第1作（2016年 - 2017年）、第2作『魔法つかいプリキュア!!〜MIRAI DAYS〜』（2025年）
4. ↑  テレビシリーズ（2018年）、『Stars and Ours』（2019年3月23日）

### ユニットメンバー
1. 1 2  結城秋葉（日岡なつみ）、月島美奈都（鈴木みのり）、田中フランチェスカ（和久井優）、川口夏海（川井田夏海）、青山つばさ（青山吉能）、真田小幸村（高木友梨香）、片桐奈々菜（稲川英里）、日比野記子（陽向さおり）、立川美翠（井上ほの花）、立川朱音（山下七海）、草壁野々香（近藤玲奈）、伊澄いずみ（藤川茜）、日毬みさき（岩倉あずさ）、三田希少（金田アキ）、朝霧春子（早瀬莉花）
2. ↑  三田希少（金田アキ）、朝霧春子（早瀬莉花）
3. ↑  川口夏海（川井田夏海）、立川美翠（井上ほの花）、三田希少（金田アキ）